# HMS Karlsö (M59)
HMS Karlsö (M59) var en minsvepare i svenska flottan av Arkö-klass. Fartyget såldes 1986, har renoverats och ligger för närvarande vid Gåsö i Saltsjöbaden.

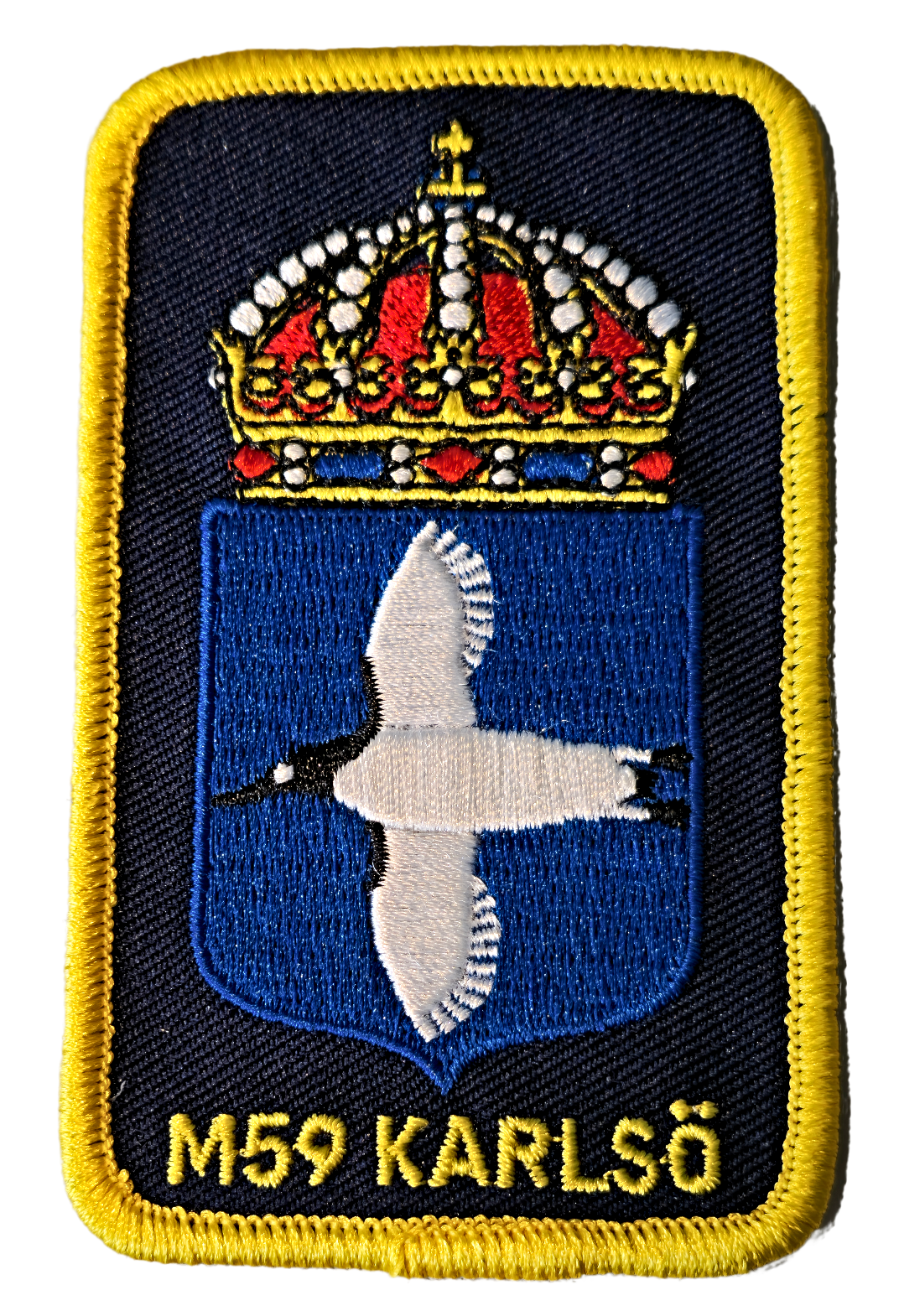
Vapensköld M59 KARLSÖ